# Stockhausen (Eisenach)
Stockhausen ist ein Stadtteil von Eisenach im Wartburgkreis in Thüringen.

## Geografie
Stockhausen befindet sich nordwestlich der Hörselberge im Naturraum Werrabergland-Hörselberge, wozu man die durch Muschelkalkplatten dominierten Bereiche des nördlichen Stadtgebietes von Eisenach zählt. Der Ort liegt im unteren Nessetal, etwa fünf Kilometer nordöstlich von Eisenach. Am westlichen Ortsrand mündet der Holzbach in die Nesse. Die höchste Erhebung ist der Leimenberg 315,2 m ü. NN südlich der Ortslage. Die geographische Höhe des Ortes beträgt 230 m ü. NN.
Die Nachbarorte von Stockhausen sind im Süden die Stadt Eisenach, im Westen der Stadtteil Hötzelsroda, im Norden und Osten die Ortsteile Beuernfeld und Großenlupnitz der Gemeinde Hörselberg-Hainich und im Südosten die Gemeinde Wutha-Farnroda.

## Geschichte
Bodenfunde im „Feuersteinland“ und am Hochufer der Nesse verweisen auf erste Siedlungsstellen in der Stockhäuser Gemarkung bereits seit der Jungsteinzeit.
Als früheste Urkunde zur Ortsgeschichte gilt ein Dokument aus dem Jahre 1043. Es belegt einen Ort „Stochus“ in einem Schreiben König Heinrich III. Bei der Deutung des Ortsnamens verweist man auf die noch um den Ort bekannten Flurnamen „Stockholz“, „Stockstück“ und „am Stockraine“. Die Ableitung „stoc“ = Wurzelstock, Stamm lässt eine Rodungssiedlung in der noch bewaldeten Gegend westlich der Hörselberge vermuten.
Die Ortslage ist in Form eines Straßendorfes angelegt. Am Westrand des Ortes befindet sich die Kirche in exponierter Lage. In der Nesseaue vor dem Dorf findet sich als Relikt mittelalterlicher Anbauweise ein Brunnenkresseteich.
Im Mittelalter existierten westlich des Ortes eine Kleinsiedlung und der Meierhof Metschrieden, aus dem das spätere Gut Dürrnhof hervorging. Die Frühzeit des Ortes war eng mit der Nachbargemeinde Großenlupnitz verknüpft. Im Ort Lupnitz bestand schon in karolingischer Zeit ein königliches Gut, welches vom Kloster Hersfeld verwaltet wurde. Zugleich befand sich in Lupnitz mit der Peterskirche die Urpfarrei des unteren Nessetales.
Nach Schulze und anderen Quellen soll bei den Ungarneinfällen 908 deren Hauptlager einige Wochen im Nessetal oder am Petersberg bei Eisenach bestanden haben, der damalige Thüringer Markgraf Burchard soll als Führer eines fränkisch-thüringischen Heeres bei diesen Kämpfen gefallen sein.
Während des Sachsenaufstandes 1074–1076 verwüsteten Truppen König Heinrich IV. die Ortschaften des Nessetales und des südlichen Hainich. Auch das unbefestigte Stockhausen könnte bei diesen Kampfhandlungen zerstört worden sein (in Brunos Buch vom Sachsenkrieg „De bello Saxonico“ – 1080 niedergeschrieben).
Nach 1250 werden „Herren von Stockhausen“ erwähnt. Sie sollen die Malittenburg bei Eisenach erbaut haben. Bereits 1261 wird diese Burg zerstört und die Ritter werden vertrieben. Teile des Ortes Stockhausen sind darauf zeitweise im Besitz der Eisenacher Familie Hellgreve und der Grafen von Henneberg. Der Ort gehört nun zum Amt Wartburg; die unteren Gerichtsbarkeiten übten bis 1850 die Herren von Herda und von Uetterodt aus. Die Interessen der jeweiligen Herren wurden in Stockhausen durch zwei Schultheißen (Bürgermeister) vertreten, die unabhängig voneinander beide Ortshälften regierten. Wie in vielen anderen Dörfern um Eisenach beteiligten sich auch Stockhäuser Bewohner am Bauernkrieg 1525. Eine Strafe von 30 Gulden hatten die aufständischen Bewohner des Dorfes dafür zu zahlen. Nach dem Aussterben der Henneberger Grafen gelangt der Ort 1670 an das Herzogtum Sachsen-Gotha. Herzog Ernst I., der Fromme, veranlasste 1671 den Bau der Stockhäuser Kirche auf einer kleinen Anhöhe über der Dorfstraße.
1813 wird die Feuerwehr des Ortes erstmals erwähnt. 1814 entsteht die Brauerei Stockhausen, die bereits Mitte des Jahrhunderts mit dem Entstehen der Brauerei in Eisenach noch wieder geschlossen wurde.
1844 erwirbt die Eisenacher Textilfabrikanten-Familie Eichel den benachbarten Herrensitz Dürrerhof. Die bei Kronfeld 1878 genannten statistischen Angaben belegen für den Ort Stockhausen 44 Wohnhäuser und 258 Einwohner. Die Gemarkung Stockhausen beträgt 397 Hektar; von 1872 bis 1882 wird die Separation vollzogen.
Seit 1910 versorgt ein kleines Elektrizitätswerk an der Nesse die Stockhäuser Haushalte mit Strom. Von 1922 wurde Stockhausen ein Stadtteil von Eisenach, was bereits 1924 durch Regierungsbeschluss rückgängig gemacht wurde. Unweit des Flugmotorenwerkes Dürrerhof wurde in den 1940er Jahren ein Schulungsgebäude erbaut und als Pilotenschule genutzt. Wegen dieser strategischen Ziele und der nahen Autobahn wurde der Raum Stockhausen im Zweiten Weltkrieg mehrfach bombardiert.
In der Nacht zum 2. April 1945 setzte sich der Bürgermeister des Ortes, Karl Haupt, aus dem Ort ab. Die Wehrmacht sandte in der Nacht zum 3. April ein 60 Mann starkes Kommando zur Verteidigung des Ortes gegen die heranrückende US-Army; das Hissen einer weißen Fahne durch Stockhäuser Bürger wurde unter Androhung der Exekution verhindert. Nach kurzem Kampf und Beschuss des Ortes wurde er von der US-Army besetzt, drei Tage vor der Besetzung der nahen Stadt Eisenach. Militärangehörige beider Seiten sowie ein Zivilist fanden bei den Kampfhandlungen den Tod, mehrere Gebäude wurden beschädigt. Zum 1. Juli 1945 zogen sich die US-Amerikaner aus Stockhausen zurück; der Ort wurde Teil der sowjetischen Besatzungszone und später der DDR.
1954 wurde eine erste LPG vom Typ III Ort gegründet. Ab April 1960 war Stockhausen ein vollgenossenschaftliches Dorf; die LPG „Einheit“ wurde 1966 gebildet. Stockhausen wurde von der staatlichen Planwirtschaft der DDR zum Standort einer Milchviehanlage bestimmt, welche 1972 gegen den Willen der Bevölkerung erbaut wurde.
Am 20. November 1992 entschieden sich 78 Prozent der Bewohner Stockhausens für eine Eingemeindung nach Eisenach. Mit der Verwaltungsreform vom 1. Juli 1994 erfolgte die Eingemeindung von Stockhausen und weiteren Orten nach Eisenach.

## Sehenswürdigkeiten
- Dorfkirche Stockhausen
- Gedenkstein für die Gefallenen der Weltkriege
- Brunnenkresseteich

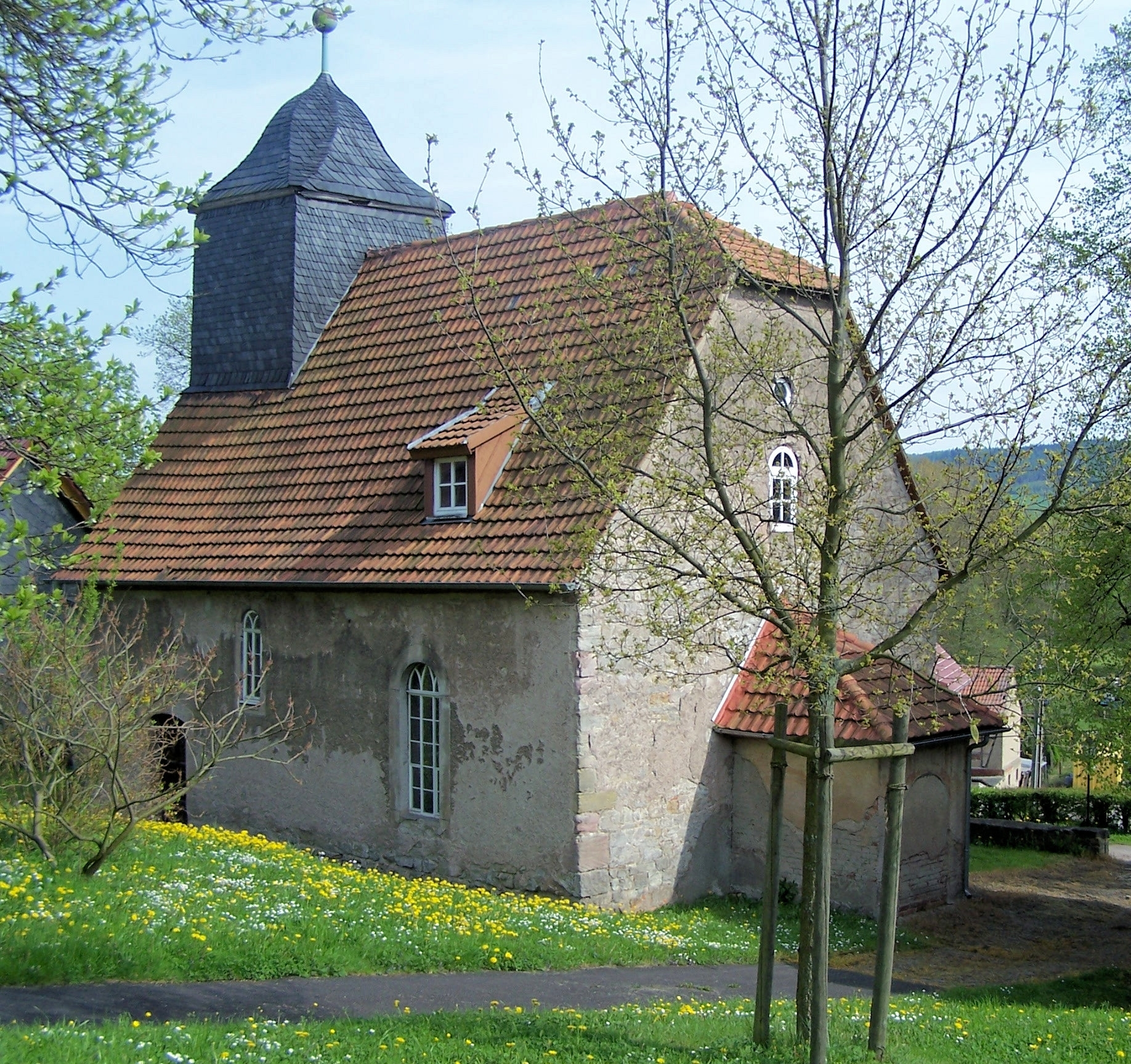
Die Dorfkirche
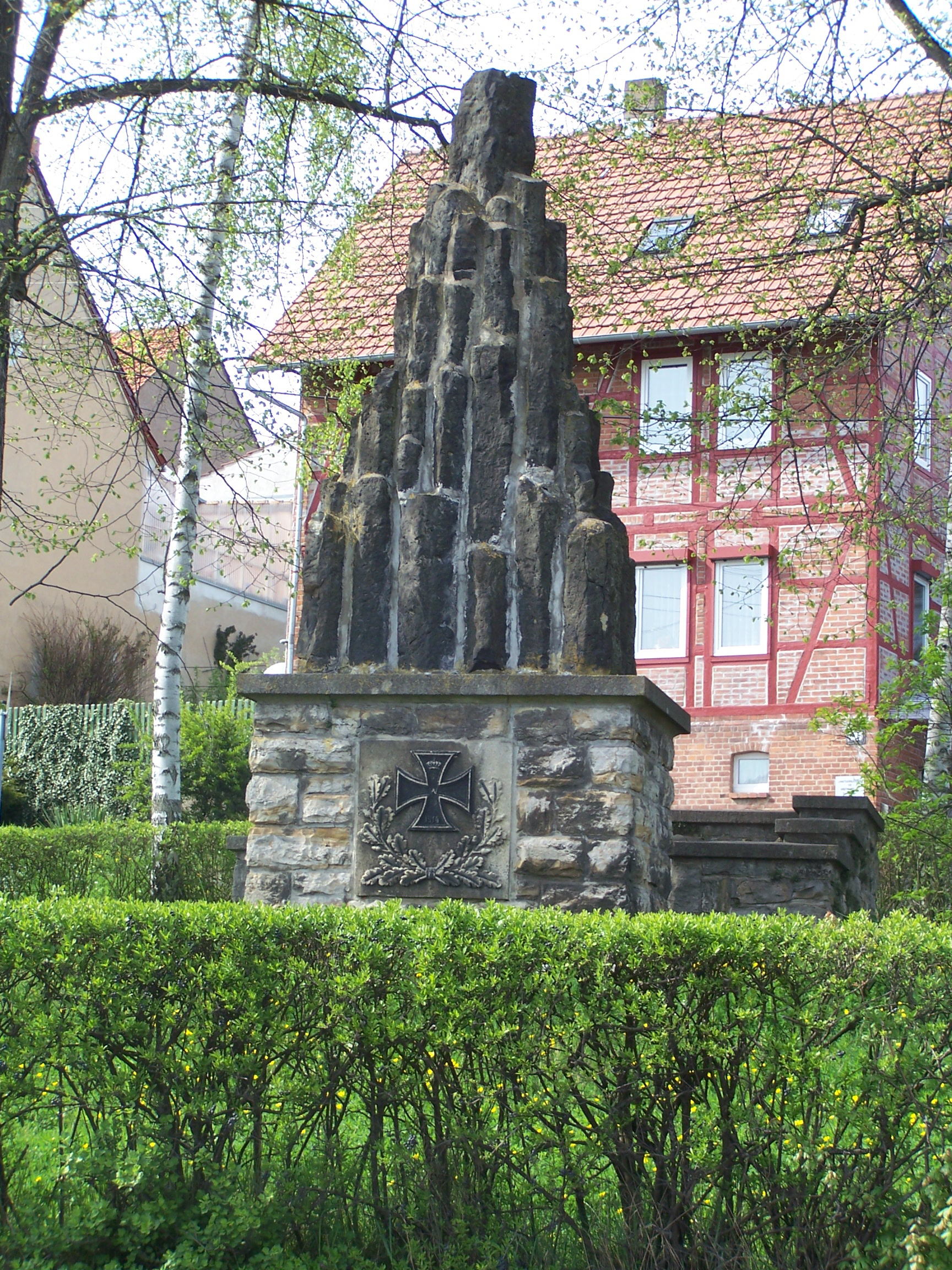
Denkmal für die Toten der Weltkriege
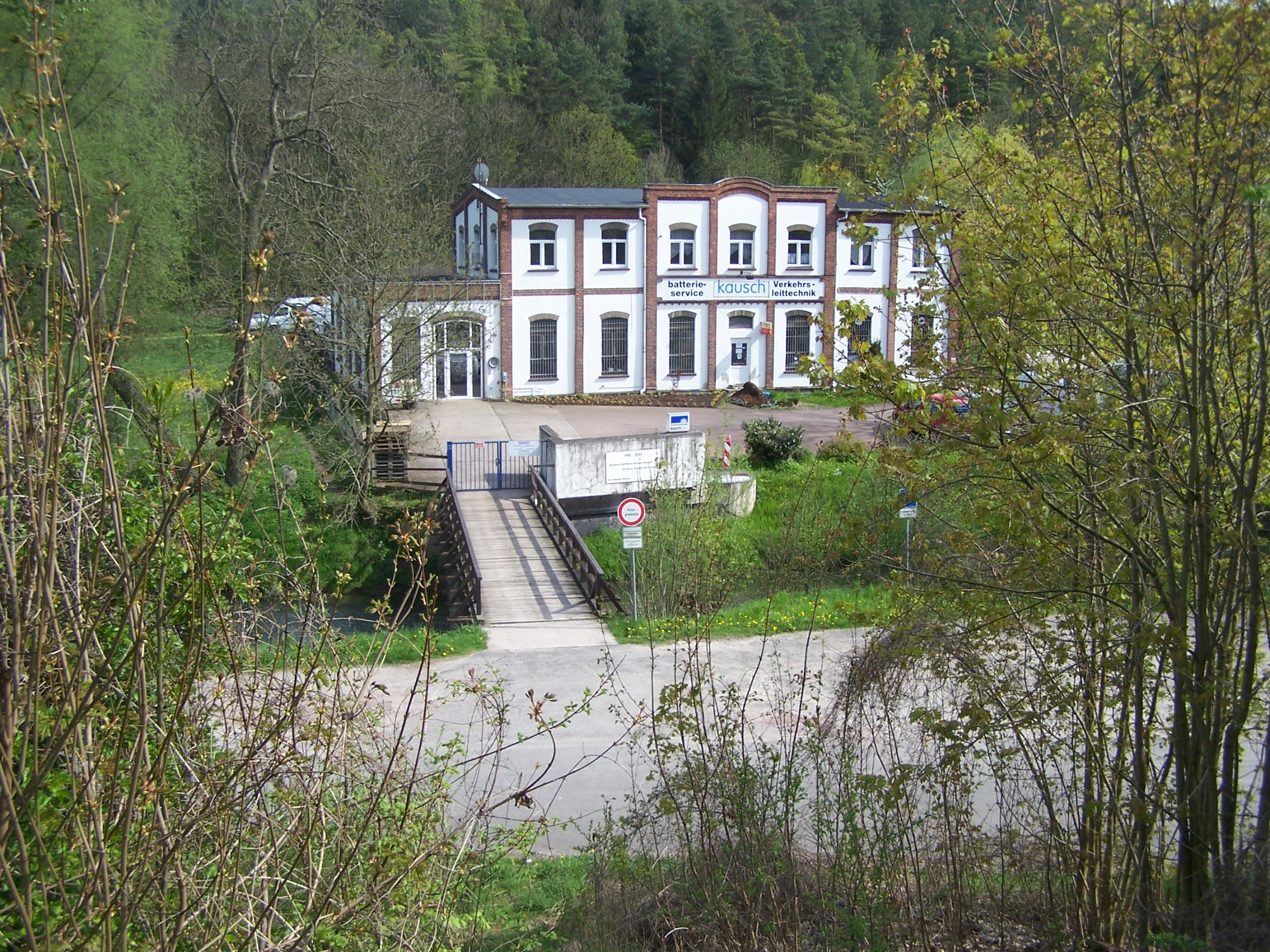
Elektrizitätswerk
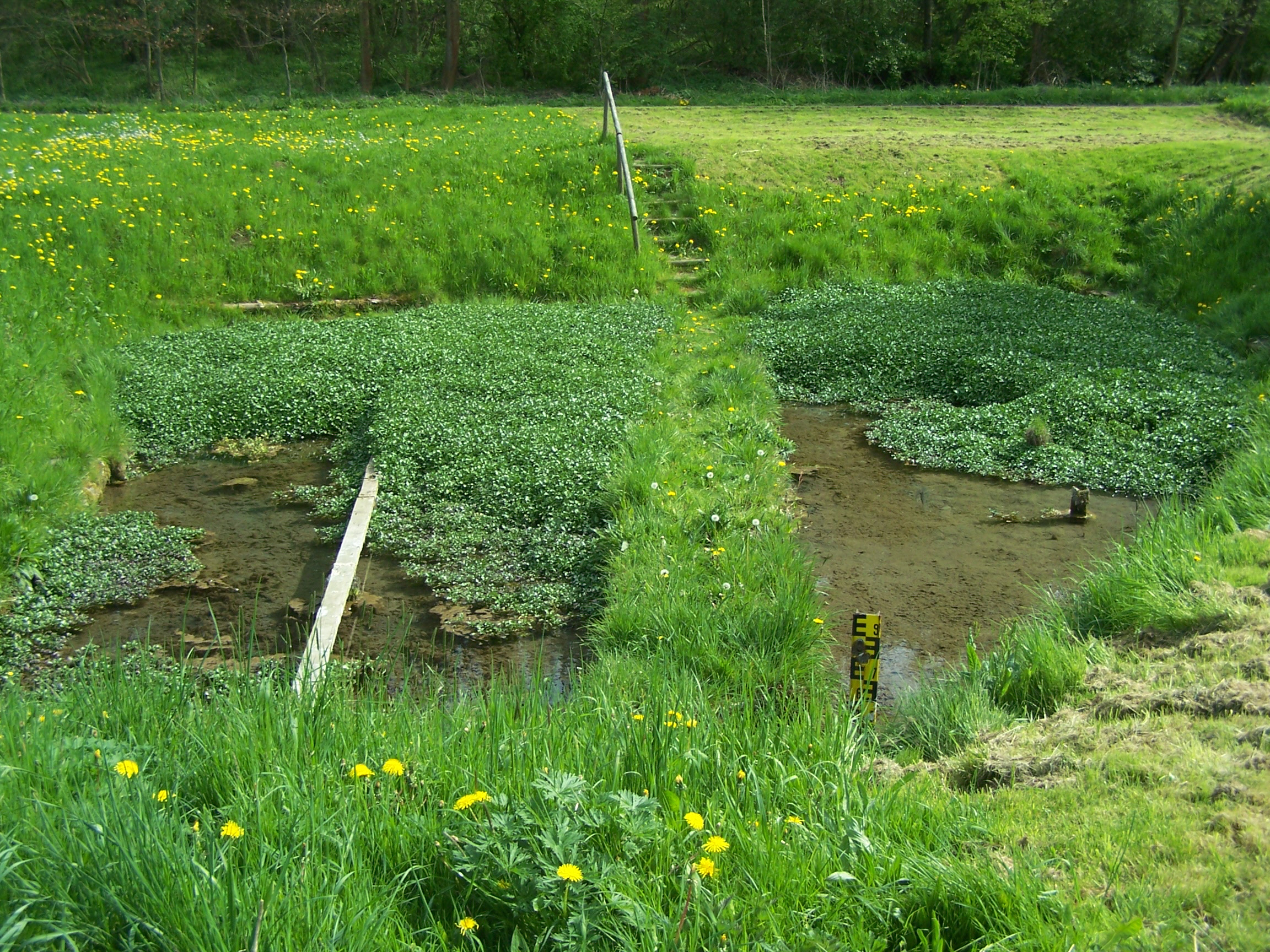
Brunnenkresseteich

## Wirtschaft

### Ansässige Unternehmen
- Truck-Lite Europe
- ATEGE Logistik GmbH
- Kausch Batterieservice GmbH
- Lioptec-Faseroptik und Lichttechnik GmbH
- Umweltservice Wartburgkreis GmbH
- Recro Abfallwirtschaft GmbH
- Diakonie-Verbund Eisenach

### Verkehr
Den Ort durchquert die Bundesstraße 84 sowie die Kreisstraße 2a, die das seit 1992 bestehende Gewerbegebiet erschließt. Die nächstgelegene Anbindung an die Bundesautobahn 4 ist die Anschlussstelle Eisenach-Ost bei Großenlupnitz.
Der nächstgelegene Eisenbahnanschluss besteht am Bahnhof Eisenach. Dem regionalen Luftverkehr dient der Flugplatz Eisenach-Kindel in der Gemarkung Wenigenlupnitz.